# Хемнес
Хемнес — коммуна в фюльке Нурланн в Норвегии. Является частью исторического региона Хельгеланд. Административный центр коммуны — деревня Корген.

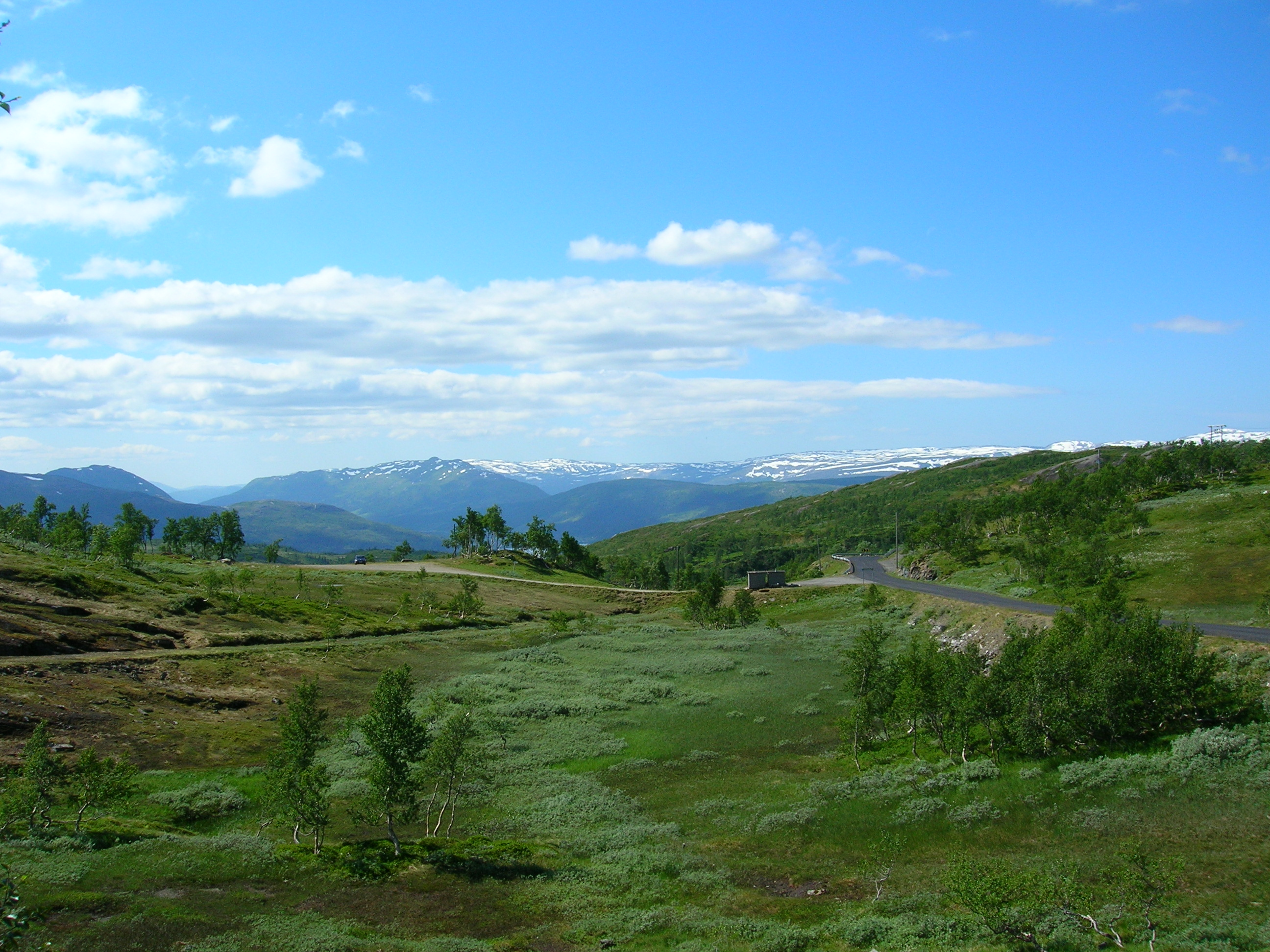
Вид с горы Коргфьеллет на Хемнес в направлении Вефсна

## История коммуны

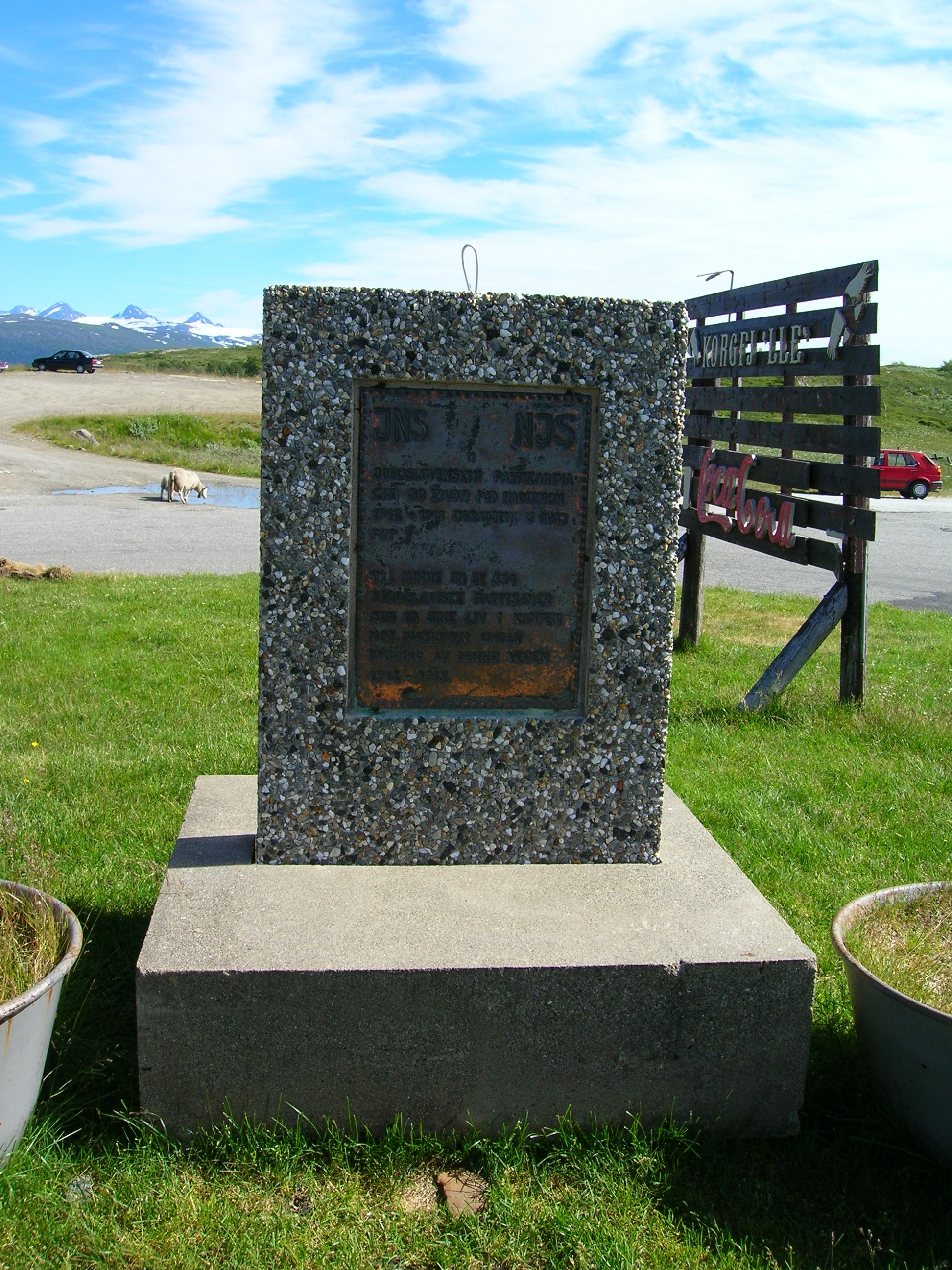
Памятник Югославским партизанам

Озеро Рёссватн (Южносаамский язык: Reevhtse) — это озеро и водохранилище частичное расположенное в коммуне Хемнес; озеро являлось человеческой стоянкой начиная со времен каменного века. Площадь водной поверхности озера 219 км² и оно является вторым по величине озером в Норвегии.
Старая коммуна Рана была разделена на коммуны Сёр-Рана и Нур-Рана в 1839 году. В 1844 году Сёр-Рана была переименована в Хемнес. Корген был отделен от Хемнеса 1 июля 1918 года. Новые коммуны Сёр-Рана и Эльсфьорд были отделены от Хемнеса 1 июля 1929 года. (После этого коммуна Хемнес состояла только из одной деревни Хемнесбергет). Морген и Сёр-Рана были вновь присоединены к Хемнесу 1 января 1962 года.
Хемнес является одной из четырёх коммун Норвегии, вовлечённых в Terra Securities scandal.

## Вторая Мировая Война
Во время нападения на севере Норвегии, десант из трёхсот Немецких солдат высадился из захваченного Норвежского прибрежного парохода в Хемнесе 10 мая 1940 года и захватил коммуну, где в то время размещался взвод Английских солдат, несмотря на оказанное ожесточённое сопротивление на улицах Хемнесбергета. Королевские ВМС Британии, представленные зенитным крейсером Калькутта (Calcutta) и эсминцем Зулу (Zulu), обстреляли город, но не смогли выбить оттуда Немецкий десант. Армия Норвегии попыталась вновь атаковать Немецких захватчиков, но её наступление не принесло успеха. Повторная бомбардировка города Королевскими ВМС Британии 12 мая не принесла ощутимого результата, и Хемнес остался под контролем Германии до завершения войны.

## Общая информация

### Название
Коммуна (первоначально приход) был назван в честь старой фермы Hemnes (старонорвежский: Heimnes), поскольку там была построена первая церковь. Первая часть названия — heimr означает дом (здесь употребляется в смысле Ближайший к дому), окончание — слово nes, означающее мыс.

### Герб
У коммуны современный герб. Он был принят 4 апреля 1986 года. На гербе изображена лодочная струбцина. Судостроение в коммуне имеет длинную историю и элемент, символизирующий судостроение, был наиболее подходящим. На гербе изображён вид струбцины, применяемой для соединения деревянных частей лодки вместе.